# Motorola StarTAC
Das Motorola StarTAC ist ein Mobiltelefon von Motorola und das erste Klapphandy der Welt. Das StarTAC war der Nachfolger des MicroTAC. Das Handy wurde am 3. Januar 1996 in den USA eingeführt und war damals das kleinste und leichteste Mobiltelefon der Welt. Außerdem war es weltweit eines der ersten Telefone mit einem Vibrationsalarm. Insgesamt wurden 60 Millionen Stück verkauft. Die Zeitschrift PC World kürte das Klapphandy mit Platz 6 der wichtigsten 50 Gadgets der vergangenen 50 Jahre. Die Zeitschrift Time wählte das Mobiltelefon in seine Liste der besten Gadgets der letzten neunzig Jahre.

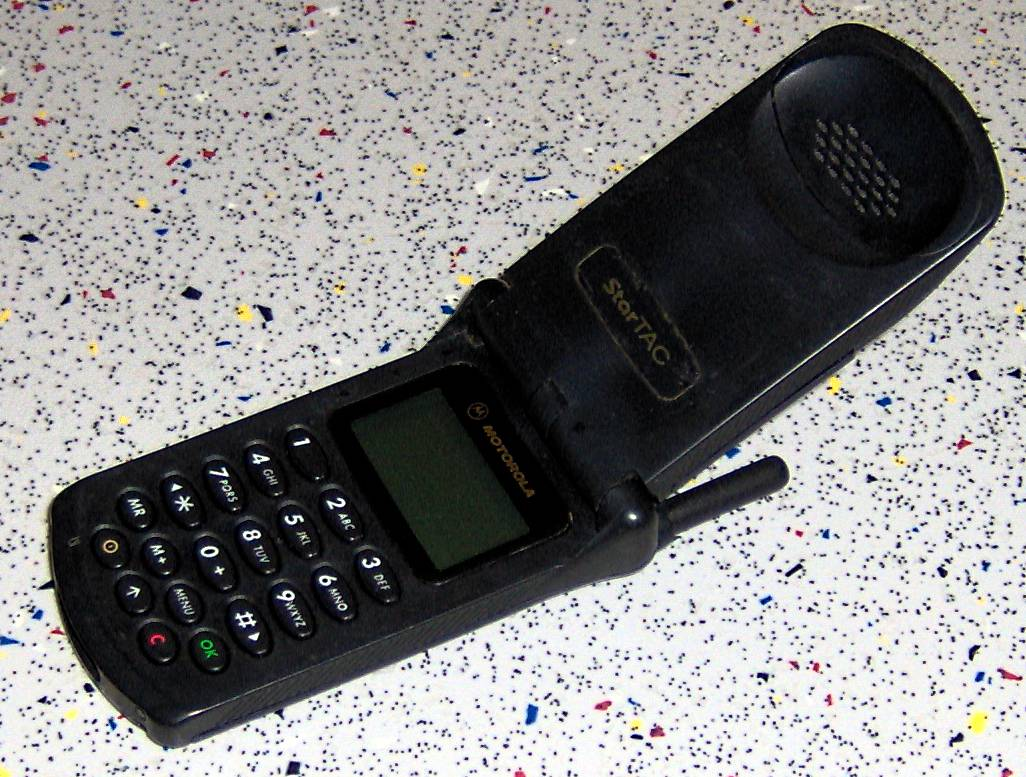
Ein Motorola StarTAC in aufgeklapptem Zustand

2004 brachte Motorola eine Sonderedition für den koreanischen Markt heraus. Die französische Firma Lekki versucht, an den Erfolg des Handys anzuknüpfen, und bietet seit 2010 unter anderem originale StarTAC-Mobiltelefone generalüberholt und mit leichten Design-Veränderungen am Gehäuse an.

## Modelle
- StarTAC 70
- StarTAC 75
- StarTAC 75+
- StarTAC 85
- StarTAC 130
- StarTAC Rainbow
- StarTAC 2004
- StarTAC III